# Zagor
Zagor je glavni lik istoimenskega stripa, ustvarjenega po zamisli Sergia Bonnelija. Redno izhajajoče knjižice so svet ugledale leta 1961, gre pa za italijanski strip s kavbojsko tematiko. Dogajanje se odvija v Severni Ameriki okoli leta 1800. Zagorjev najboljši prijatelj je zabavni Chico, Mehičan obilnejše postave. Pravo ime glavnega lika se glasi Patrick Wilding; Zagor Te Nej je le nadimek, ki pomeni duha s sekiro. Strip v Sloveniji izhaja v srbskem jeziku, a je med pripadniki vseh naših generacij eden najbolj priljubljenih italijanskih stripov, med katere sodijo tudi slavni Alan Ford, spoštovani Dylan Dog ter nežno opevani Blek. Do sedaj je izšlo že več kot tristo zgodb o omenjenem liku, saj vsebine izhajajo serijsko.